# Ассо, Раймон
Раймо́н Ассо́ (фр. Raymond Asso; 2 июня 1901, Ницца — 24 октября 1968[…], Париж) — французский поэт и легионер.

## Биография
Родился в Ницце, Франция, в неблагополучной семье. Когда ему исполнилось 15 лет, родители отправили его в Марокко. Первым желанием Раймона было бороздить моря и океаны. С 1916 по 1919 годы он был «пастухом на марокканских равнинах». Достигнув восемнадцати, Ассо становится спаги в Турции и Сирии. В 1923 году оставляет военную службу и возвращается в Ниццу; отсутствие постоянного занятия и непоседливый характер в 1924 году приводят его в Париж. В столице сменил множество профессий: работал служащим, управляющим на фабрике, шофёром и администратором ночного клуба. Также про этот период Ассо вспоминал: 
 «Ещё я был безработным и даже контрабандистом»
.
Когда ему исполнилось тридцать, его охватило смутное чувство своей ненужности, — Ассо рассказывал: 
 «Я не стыжусь сказать это: именно ремесло контрабандиста вернуло мне уверенность в себе. Я вдруг понял, что во мне ещё осталось что-то стоящее».
 Возможность доказать себе это, была предоставлена неким детективом, к которому Раймон поступил на службу. Детектив предложил Раймону поучаствовать в кинопроекте: нужно было извлечь из трёх машинописных страниц материал для романа, который затем будет экранизирован. Если верить рассказам, в деле был замешан детектив Асельбе — под таким псевдонимом выступал Анри Ла Барт, «отец» Пепе ле Моко и автор книги, по которой спустя десять лет Ив Аллегре поставит с молодой Симоной Синьоре «Деде из Антверпена» (1948). Ассо написал песню для одной из сцен замысленного фильма. Узнав об этом, кто-то  ему сказал: «У вас есть данные», — и направил к музыкальному издателю Миларски.

## Период Эдит Пиаф
В 1930-х годах Ассо писал песни для Мари Дюба, в том числе «Флаг легиона» («Le Fanion de la Légion» 1936) и «Мой легионер» («Mon légionnaire», 1936).
В 1935 году он встретил 19-летнюю Эдит Пиаф. Эдит тогда выступала на улице, после того как ей пришлось уйти из кабаре «Джернис» (фр. le «Gerny’s»), так как был убит его владелец — Луи Лепле. Ассо стал для Пиаф больше, чем просто партнёр. Ассо взял на себя карьеру певицы и написал для неё несколько песен. Раймон выступая в качестве её наставника, учил её культуре и как правильно одеваться, грамотно писать. Вместе с Маргерит Монно, которая стала постоянным композитором Эдит Пиаф, он создал оригинальный репертуар, выкроенный специально для Пиаф, отражающий её уникальный опыт. Французская певица стала его возлюбленной и музой. А 26 марта 1937 года он организует выступление Эдит в мюзик-холле «АВС».
До войны для Пиаф с музыкой Монно Ассо написал ряд хитов: «Un jeune homme chantait» (1937), «Elle fréquentait la rue Pigalle» (1939), «Paris-Méditerranée» (1938), «C’est lui que mon cœur a choisi» (1938) и др.
В августе 1939 года 38-летний Ассо был призван в французскую армию из-за начала Второй мировой войны и его сотрудничество с Пиаф закончилось.

## Послевоенный период
После войны Ассо продолжал писать песни для других артистов, включая Люсьена Делиля, Марселя Мулуджи и Рене Леба.
50-е годы были плодотворным периодом для поэта. Ему принесли коммерческий успех такие песни, как «Y’a tant d’amour» (в исполнении Рене Леба) и «Un petit coquelicot», которая была написана для Марселя Мулуджи.
Ассо писал песни для многих французских звезд эпохи:
- Ив Монтан («Ninon, ma ninette»)
- Катрин Соваж («Berceuse pour demain», «Mon coeur battait», «Mon ami m’a donné», «Mais les vrais amoureux»)
- Жан Бретонье («C’est tant pis, c’est tant mieux»)
- Одетт Лор («Je suis nerveuse»)
- Тино Росси («Mon printemps», «O ma mie o ma Mireille»)
- Андре Дассари («Des pays merveilleux»)

Раймон Ассо также написал несколько музыкальных историй для детей, такие как «La légende du Père-Noël» («The Legend of Father Christmas»).
К концу своей жизни Раймон Ассо отошёл от написания песен. В период с 1962 по 1968 год он был администратором общества авторов, композиторов и музыкальных издателей Франции, организации коллективного управления авторским правом (фр. Société des auteurs, compositeurs et éditeurs de musique SACEM).

Раймон Ассо умер 24 октября 1968 года в возрасте 67 лет, оставив неизгладимый след в истории французской песни. Его последними словами были: 
«Я возвращаюсь к тебе, Эдит»